# Alex Laurent
Alex Laurent (* 6. Juni 1993 in Luxemburg (Stadt)) ist ein luxemburgisch-deutscher Basketballspieler.

## Laufbahn
Nach dem Ende der Schulbildung wurde Laurent Mitglied der Sportsektion der Armee. Nachdem er 2016 und 2017 mit Amicale Steinsel luxemburgischer Meister geworden war, ging er als Berufsbasketballspieler in die Niederlande.
Zur Saison 2019/20 wechselte Laurent zum CB Ciudad de Ponferrada in die dritthöchste Liga Spaniens. Bis Anfang Dezember 2019 bestritt er zehn Spiele für die Mannschaft, erreichte im Durchschnitt 6,4 Punkte je Begegnung. Im weiteren Verlauf des Spieljahres stand Laurent in Österreich bei den Fürstenfeld Panthers unter Vertrag, 2020/21 dann beim BK Klosterneuburg. 2021/22 war der belgische Zweitligist Kortrijk Spurs sein Arbeitgeber.
2022 nahm der Spielführer der luxemburgischen Nationalmannschaft die deutsche Staatsbürgerschaft an, was ihm ermöglicht wurde, da Laurents Mutter aus Deutschland stammt. Er nahm im Sommer 2022 ein Vertragsangebot des deutschen Zweitligisten Gladiators Trier an. Im Anschluss an die Saison 2022/23, in der Laurent Rückenbeschwerden zusetzten und er in 27 Zweitligaeinsätzen im Schnitt 6,1 Punkte für Trier erzielte, kam es zur Trennung. Im Sommer 2023 gewann er mit Luxemburgs Nationalmannschaft die Europameisterschaft der kleinen Staaten.
Anfang Oktober 2023 wurde seine Rückkehr zu Amicale Steinsel vermeldet. Er gewann mit der Mannschaft 2024 die luxemburgische Meisterschaft.